# Blossom, Texas
Blossom är en ort i Lamar County i Texas. Vid 2010 års folkräkning hade Blossom 1 494 invånare.